# キンバイザサ科
キンバイザサ科（キンバイザサか、仙茅科、学名：Hypoxidaceae）は単子葉植物の科の1つ。ヒガンバナ科やユリ科に含められることもある。日本にはキンバイザサなど数種が自生するが、アッツザクラなど園芸植物として導入されたものもある。現在の呼称が使われるようになったのは、21世紀になってからで、植物図鑑などには旧称のコキンバイザサ科で出ていることが多い。

## 形態・分布
線形の根出葉に長毛がある、花被片の外側が緑みを帯びることで近縁の科と区別される。子房は下位。周北極や旧熱帯、新熱帯、ケープ植物区、オーストラリアなどに分布する。

## 分類

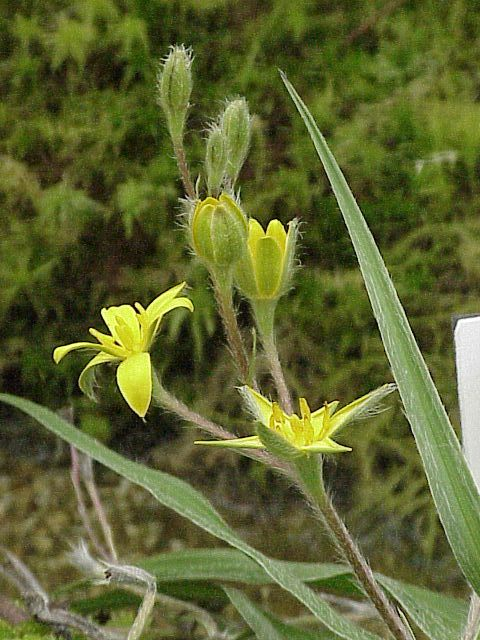
コキンバイザサ属の1種Hypoxis hemerocallidea

タイプ属のHypoxisがコキンバイザサ属であるためコキンバイザサ科とする意見もあるが、キンバイザサ科が一般に使われる。日本では主に観賞用でアッツザクラやエンポディウムが栽培されている。また、流通はほぼ無いもののスピロキシネも栽培される。
およそ10属160種が属する。
- Pauridia-Empodium clade
  - Empodium Salisb. - 7種
  - Spiloxene Salisb. - 30種
  - Pauridia Harv. - 2種
  - Saniella Hilliard & B. L. Burtt - 2種
- Curculigo clade
  - Hypoxidia Friedmann - 2種
  - Curculigo Gaertn. キンバイザサ属 - 6種 キンバイザサ
  - Molineria Colla - 10種
  - Sinocurculigo - 1種[3]
- Hypoxis clade
  - Rhodohypoxis Nel アッツザクラ属 - 6種 アッツザクラ
  - Hypoxis L. コキンバイザサ属 - 90種 コキンバイザサ

## 過去の分類体系
クロンキスト体系では独立の科と認められていない。新エングラー体系では独立科としてユリ目に含められる。